# Bolanthus hirsutus
Bolanthus hirsutus är en nejlikväxtart som först beskrevs av Jacques-Julien Houtou de La Billardière och fick sitt nu gällande namn av Youssef Ibrahim Barkoudah. 
Bolanthus hirsutus ingår i släktet Bolanthus och familjen nejlikväxter. Inga underarter finns listade i Catalogue of Life.